# Uncle Pat
Uncle Pat è il terzo singolo estratto dall'album Trailer degli Ash, il 17 ottobre 1994. È stato pubblicato sia su cd sia su vinile.
Riguardo alla canzone, Tim Wheeler ha dichiarato che lo zio Pat (Uncle Pat) è lo zio del suo amico Peter Lawson, il quale è un artista che vive a Portaferry, Country Down, e per qualche ragione gli Ash costantemente parlano di lui. Un giorno stavano suonando il ritornello della canzone e decisero di chiamarla  “Uncle Pat” poiché aveva tratti rurali tipici irlandesi. Più tardi, Tim modificò il testo in ‘ a guy i've never met…here's to Uncle Pat'
La canzone fa anche parte del greatest hits “Intergalactic Sonic 7"s”. La canzone fu inoltre usata nella campagna pubblicitaria dell'Heineken, che aiutò gli Ash a raggiungere il successo in Irlanda e nel Regno Unito.
La B-Side “Different Today” apparve per la prima volta sul demo “Shed”, e nella versione americana di Trailer. Ad ogni modo ha un testo molto differente.
L'altra traccia, "Hulk Hogan Bubblebath" apparve anch'essa nella versione americana di “trailer, ed composta principalmente da una parte strumentale, con qualche intervento di Rick McMurray.
Il video musicale inizia con gli Ash che suonano a un concerto, registrato con un taglio quasi amatoriale, e prosegue mostrando immagini che ritraggono e i membri del gruppo immersi in scene di campagna.

## Lista delle tracce
1. "Uncle Pat" (Wheeler)
2. "Different Today" (Wheeler)
3. "Hulk Hogan Bubblebath" (Ash)